# Тарасенко, Георгий Александрович
Гео́ргий Алекса́ндрович Тара́сенко (укр. Георгій Олександрович Тарасенко, позывной — Жора; 6 декабря 1996, Харьков — 25 марта 2022, Малая Рогань) — украинский активист, лидер и командир добровольного формирования «Фрайкор», участник российско-украинской войны. Герой Украины (17 апреля 2022, посмертно).
Первый доброволец, удостоенный высшего звания Украины с начала российского вторжения в Украину 2022.

## Биография
Родился 6 декабря 1996 года в Харькове. С 2003 по 2014 год учился в Харьковской общеобразовательной школе I—III ступеней № 5. Также в течение восьми лет посещал секцию плавания в Спортивной детско-юношеской школе олимпийского резерва «Спартак». Георгий Тарасенко занимал призовые места на областных соревнованиях, затем тренировался и участвовал в соревнованиях по воркауту — массовое движение, основанное на занятиях физкультурой с применением тренировочного оборудования (турников, брусьев) на свежем воздухе.
Активно участвовал в Революции Достоинства, противостоял распространению «русской весны» в Харькове. С началом боевых действий на востоке Украины весной 2014 года ушёл на фронт, воевал на Донетчине.
В течение 2014—2019 годах учился в Харьковском национальном аграрном университете имени В. Докучаева, получив диплом магистра по специальности «Агрономия». Одновременно учился на военной кафедре, где получил воинское звание младшего лейтенанта запаса.
В мае 2017 года создал и возглавил Добровольческое подразделение «Фрайкор» и одноимённую военно-патриотическую организацию (2018). До этого являлся членом праворадикального «Национального корпуса».
Под его командованием бойцы провели семь боевых ротаций на Донбассе общим сроком 22 месяца, усиливая подразделения Вооружённых Сил в Мариупольском направлении, а также в близлежащих посёлках под Донецким аэропортом. С началом полномасштабного российского вторжения в Украину Георгий Тарасенко вместе с сослуживцами добровольческого подразделения «Фрайкор» встали на защиту Харькова. 12 марта при его руководстве и при непосредственном участии была обнаружена и обезврежена группа лиц, планировавших подрывы военных и гражданских объектов в Харькове. Кроме того, совместно с представителями территориальной обороны и подразделений ВС Украины, Георгий Тарасенко и его бойцы принимали непосредственное участие в ликвидации колонны военной техники российских войск, пытавшихся совершить прорыв в Харьков со стороны Лесопарка.
Погиб 25 марта 2022 года в селе Малая Рогань. Вооружённые Силы Украины пошли в контрнаступление под Харьковом. Воины 92-й отдельной механизированной бригады, Главного управления разведки Министерства обороны Украины, спецподразделения KRAKEN, «Фрайкора», батальона полиции «Слобожанщина» освободили от российских войск сёла Малая Рогань и Ольховка на Изюмском направлении.
Похоронен, согласно его завещанию, в Черкасской области 30 марта 2022 года, в урочище Холодный Яр на плато возле Мотронинского монастыря, где раньше было старинное казацкое кладбище. Чин отпевания Георгия Тарасенко состоялся в старинном храме Святого Пророка Илии в селе Суботов, стены которой помнят ещё панихиду за Богданом Хмельницким.

## Награды
- Звание «Герой Украины» с удостоением ордена «Золотая Звезда» (17 апреля 2022, посмертно) — за личное мужество и героизм, проявленные в защите государственного суверенитета и территориальной целостности Украины, самоотверженное служение Украинскому народу[10].

## Память
- 13 июня 2023 года в городе Харьков улицу Плехановскую переименовали в улицу Георгия Тарасенко[11]. В селе Малая Рогань Харьковской области улицу Лермонтова переименовали в улицу Георгия Тарасенко[12].

- Харьковская блэкметалл-группа Khors посвятила Тарасенко песню и лирик-видео «Непохитності суть (Навіки 25)»/"Perseverance Is the Essence (Forever 25)"ref>KHORS ВИПУСТИЛИ ПЕРШИЙ СИНГЛ ЗА ЧОТИРИ РОКИ</ref>.